# Округ Таскалуса (Алабама)
Округ Таскалуса (енгл. Tuscaloosa County) је округ у америчкој савезној држави Алабама. По попису из 2010. године број становника је 194.656. Седиште округа је град Таскалуса.

## Демографија
Према попису становништва из 2010. у округу је живело 194.656 становника, што је 29.781 (18,1%) становника више него 2000. године.
| Група             | 2000.           | 2010.           |
| Белци             | 111.367 (67,5%) | 126.611 (65,0%) |
| Афроамериканци    | 48.327 (29,3%)  | 57.611 (29,6%)  |
| Азијати           | 1.516 (0,9%)    | 2.306 (1,2%)    |
| Хиспаноамериканци | 2.130 (1,3%)    | 5.949 (3,1%)    |
| Укупно            | 164.875         | 194.656         |